# 飛行 (雞尾酒)
飛行是一杯以琴酒、馬拉斯奇諾櫻桃酒（可參見馬拉斯奇諾櫻桃）、檸檬汁和紫羅蘭利口酒調和而成的鷄尾酒。

## 歷史
飛行一號（Aviation #1）是由紐約酒店 Hotel Wallick 的首席調酒師 Hugo Ensslin 於二十世紀初所創作。 Ensslin 於1916年發行第一版 Recipes for Mixed Drinks 中的酒譜比例為1½盎司 El Bart 琴酒、¾盎司檸檬汁、2滴馬拉斯奇諾櫻桃酒與2滴紫羅蘭利口酒，紫羅蘭帶給這杯酒天空般的紫色。
由於紫羅蘭利口酒作為一種專利食材相當少見，因此知名調酒師哈利·克拉多克（Harry Craddock）在其1930年的著作《薩伏依雞尾酒手札》（Savoy Cocktail Book）中省略了紫羅蘭利口酒，並以兩份乾琴酒與一份檸檬汁，加上兩滴黑櫻桃酒調製。在這之後，許多調酒師便遵循克拉多克的酒譜，並將其稱作飛行二號（Aviation #2）。
伊薇特利口酒（Creme Yvette）是一種添加額外香料的紫羅蘭利口酒變體，有時候也被用來取代原版的紫羅蘭利口酒。

## 相關雞尾酒
- 飛行可以視作以馬拉斯奇諾櫻桃酒增甜的琴酒沙瓦。[4]
- 藍月：一款以琴酒、檸檬汁與紫羅蘭利口酒調製的雞尾酒，沒有馬拉斯奇諾櫻桃酒。[7]
- 月光：一款以琴酒、萊姆汁、君度橙酒與紫羅蘭酒調製的雞尾酒。[8]
- 匠的飛行：以琴酒、馬拉斯奇諾櫻桃酒、 紫色橙花利口酒（Parfait d'Amour）與檸檬汁調製的雞尾酒，由日本調酒師渡邊匠於2010年所創作。雞尾酒歷史學家蓋瑞·里根收錄於2017年再版的《雞尾酒的樂趣》一書中。 [9]